# 西南大头蒿
西南大头蒿（学名：Artemisia speciosa）为菊科蒿属的植物，是中国的特有植物。分布于中国大陆的四川、云南、西藏等地，生长于海拔3,500米至3,800米的地区，多生在灌丛、砾质荒坡、草地及阶地与路旁等，目前尚未由人工引种栽培。
其种加词“speciosa”意为“外表美丽的”。